# بيقران
البَيْقَرَان أو رأس التنين جنسٌ من نحو 60 إلى 70 نوعاً من النباتات المزهرة في فصيلة الشفويات، موطنها المناطق المعتدلة في نصف الكرة الشمالي. أوراقها ضيقة النصل. إزهرارها سنبليّ. أزهارها بين البنفسجي والأزرق. تطول من 15 إلى 90 سم.

## الأنواع
من أنواعها:
- بيقران ملدافي
- بيقران الجبل